# هاجرية (كتاب)
الهاجريّون: دراسة في المرحلة التكوينيّة للإسلام هو كتاب صدر سنة 1977 عن التاريخ المبكر لدين الإسلام من قبل المؤرخين باتريشيا كرون ومايكل كوك. اعتماداً على الأدلة الأثرية والوثائق المعاصرة باللغات العربية، والأرمينية، والقبطية، واليونانية، والعبرية، والآرامية، واللاتينية والسريانية، وأعطى المؤلفان فيه تصوراً مختلفاً للإسلام قائم أساساً على المسيحية واليهودية، وذلك على عكس التصور التاريخي الإسلامي التقليدي الوارد في كتب التراث العربي الإسلامي. وقد أثار الكتاب جدلاً واسعاً على الرغم من اعتباره إضافة لعلم التأريخ الإسلامي.

## مفهوم الهاجرية
كلمة «هاجرية» "Hagarism" تعود إلى القرن 7 وتشير بالأساس إلى القبائل المنتمية لشبه الجزيرة العربية المسماة في مصادر العصور الوسطى بكلمة «الهاجريين» "Hagarene"، أي أحفاد المصرية هاجر، التي حملت بابن إبراهيم إسماعيل والذي اعتبره العرب جدهم الأعلى.
وفقا لهذا الكتاب، كانت الفتوحات العربية للعراق والشام ومصر حركة يهودية مسيحانية شكلت فيما بعد ما عرف باسم الخلافة والتي احتلت القبائل العربية المهاجرة من شبه الجزيرة العربية مركز الصدارة فيها، وذلك ضمن محاولة يهودية-عربية لاستعادة الأرض الموعودة من الإمبراطورية البيزنطية. وكذلك فإن القرآن وفق هذا التصور هو كتاب من القرن الثامن الميلادي مستخلص بالأساس من مصادر يهودية-مسيحية وشرق أوسطية. بينما كان النبي محمد بشيراً سابقاً لعمر «المخلص» وفق التصور اليهودي.

## ملخص
Hagarism يبدأ مع فرضية أن الغربية التاريخية المنح الدراسية على بدايات الإسلام يجب أن يكون على أساس المعاصرة التاريخية الأثرية ولغوي البيانات، كما هو الحال بالنسبة لدراسة اليهودية والمسيحية، بدلًا من التقاليد الإسلامية والعربية في وقت لاحق الكتابات. تقليد يعبر عن عقيدة ويقول تاريخيًا لا يمكن التوفيق بينها وعفا عليها الزمن حسابات المجتمع في الماضي. من خلال الاعتماد على المعاصرة التاريخية الأثرية لغوي أدلة الكتاب محاولة لإعادة بناء وتقديم ما يقولون هو أكثر من دقيقة تاريخيا حساب الإسلام وأصول.
وفقا للكتاب، 7th القرن السريانية والأرمينية العبرية مصادر تصور تشكيل الإسلام كدولة يهودية يهودي مسيحي الحركة المعروفة باسم Hagarism الذي هاجر إلى الهلال الخصيب. ولفت تأثيرات كبيرة من السامريين والبابلية اليهودية. حوالي 690 إعلان حركة إلقاء الهوية اليهودية أن تتطور إلى ما أصبح الإسلام العربي. على قيد الحياة سجلات الفترة من وصف أتباع محمد كما Hagarenes, لأنه من طريق محمد الاحتجاج على اليهود الله في أجل إدخال أجنبي التوحيدية الإيمان إلى العرب.
ادعى محمد البيولوجية أصل العرب من إبراهيم خلال العبد زوجته هاجر. وهذا المتحدة أسلاف القبيلة مع الدين في نفس الطريقة كما ادعى اليهود المنحدرين من إبراهيم عن طريق سارة وأجدادهم الإيمان. خلال هذه الفترة المبكرة واليهود Hagarenes المتحدة تحت الإيمان فضفاضة وصفها بأنها اليهودية-Hagarism ، من أجل استرداد الأرض المقدسة من المسيحيين البيزنطيين. العلماء يعتقدون أنه من أوائل المخطوطات من شهود عيان تشير إلى أن محمد كان قائد حملة عسكرية لغزو القدس، الأصلي الهجرة المشار إليها رحلة من شمال المملكة إلى تلك المدينة.
مع مرور الوقت، Hagarenes إلى أن اعتماد اليهودية والمسيحية المسيحية لم تقدم لهم مع فريدة من نوعها الهوية الدينية أنهم المطلوب. أنهم يخشون أن يتم أيضا تأثر اليهودية قد تؤدي إلى صريح التحويل والاستيعاب. وبالتالي Hagarenes مفتعلة لخلق دين خاص بهم وقررت منشقة من اليهودية الممارسات والمعتقدات.
مدفوعا السعي اللاهوتية الشرعية، أنها وضعت نسخة من الإبراهيمية التوحيد. أنها تطورت من مزيج من اليهودية، Samaritanism والمسيحية لتصبح ما أصبحت معترف بها الإسلام. يقترح المؤلفون أن الإسلام وهكذا ولدت الطراز من اليهودية الأساطير والرموز: إنشاء الكتاب المقدس مشابهة اليهود التوراة؛ القرآن، وتحديد موسى-صلى; المدينة المقدسة من مكة المكرمة، على غرار اليهودية المقدسة في مدينة القدس، بالقرب من الجبل المقدس.
في أواخر القرن الثامن، بعض المساجد الصلاة محاريب الموجهة إلى الشمال إلى القدس بدلا من مكة المكرمة، والتي في نهاية المطاف استبدال أنها الإسلام في المدينة المقدسة.

## تأثير
إن عمل باتريشيا كرونة هذا هو جزء من إعادة النظر في التاريخ الناشئة عن العديد من العلماء المرتبطة مع جامعة لندن'ق كلية الدراسات الشرقية والأفريقية (SOAS) في أوائل 1970s. أنها أدخلت أساليب من الدراسات التوراتية باعتبارها وسيلة جديدة من تحليل تاريخ القرآن والإسلام، على سبيل المثال، استخدام نصوص معاصرة في لغات أخرى غير تلك المستخدمة في النص المقدس، تتضمن الأدلة من الآثار واللغويات. عملهم وقد قدم القرآن الكريم «الكتاب المقدس مع التاريخ»، كما باتريشيا كرون في عام 1999 مقابلة في شهري الأطلسي.
في عام 1995، مايكل Lecker المقترحة أكثر تحفظا النظريات اليهودية المبكرة/العلاقات الإسلامية في مقالاته «التحويل من حمير على اليهودية واليهود بنو Hadl من المدينة» و «اليهودية بين نوعا ما و 'ridda' من نوع ما». في عام 1997 المادة «زيد ب. ثابت، 'يهودي مع اثنين من sidelocks': اليهودية القراءة والكتابة في مرحلة ما قبل الإسلامية في المدينة المنورة (Yatrib)» استمرار هذا النهج.
روبرت ج. Hoyland وتتميز "Hagarism" كما تتطور إلى أوسع بين التخصصات الأدبية النهج، وقال إن دراسات إضافية ستنشر في الدراسات في أواخر العصور القديمة وأوائل الإسلام (SLAEI سلسلة) في كتابه يظهر. ومنذ ذلك الحين «جامعة ولاية نيويورك في سلسلة دراسات الشرق الأدنى» كما نشرت مجموعة من المؤلفين الذين مستمرة لإنتاج العمل ذات الصلة إلى صيغة معدلة من هذه النظرية.
في عام 2002, ديفيد كوك، في مناقشة جمال مالك الدورة التاريخية نهايات العالم، يقول أن هذا النوع من الأدب الإسلامي «يمكن أن يكون في الواقع استنادا إلى بعض التاريخي النواة، لأن المسلمين مشترك مع اليهود الرغبة في بناء الهيكل الثالث.»

## استعراض
عملهم كما اعترفت رفع بعض الأسئلة المثيرة للاهتمام ويجري مقاربة جديدة في إعادة بناء التاريخ الإسلامي المبكر، ولكن كان وصفها جوزيف فان إيس كتجربة. وقال أن: «... تفنيد ربما لا لزوم لها منذ المؤلفين تبذل أي جهد لإثبات ذلك (فرضية الكتاب) بالتفصيل ... أين هم فقط إعطاء تفسير جديد من الحقائق معروفة، هذه ليست حاسمة. ولكن حيث قبول الحقائق بوعي وضعت رأسا على عقب، نهجها هو كارثية».
ستيفن همفريز انتقد الكتاب «... استخدام (أو الاعتداء) من اليونانية والسريانية مصادر ...» للجدل أطروحة Hagarism ليست مقبولة على نطاق واسع.
R. B. Serjeant ادعى أن: «Hagarism ... ليس فقط بمرارة المعادية للإسلام في لهجة، ولكن المضادة العربية. لها سطحية الأهواء جدا سخيفة في البداية يتساءل المرء إذا كان مجرد 'سحب الساق' نقية 'محاكاة ساخرة'.»
إريك Manheimer اختتمت استعراضه مع التعليق أن «البحث عن Hagarism شامل، ولكن هذه المراجع يشعر أن النتائج المستخلصة عدم التوازن. الأوزان على جداول نصيحة بسهولة جدا تجاه الانتقاد الجانب تميل إلى تحويل الانظار عن ما قد تم دراسة ممتازة في مقارنة الأديان.»
ديفيد Waines ، أستاذ الدراسات الإسلامية في جامعة لانكستر «باتريشيا كرونة-طبخ نظرية تقريبا عالميا رفض. الأدلة المقدمة من قبل المؤلفين جدا مؤقت وتخميني (وربما متناقضة) أن نستنتج أن العربية-اليهودية كانت العلاقات الحميمة كما أنها ترغب في أن يكون لهم.»
John Wansbrough ، الذي كان إرشادهم الكتاب، استعرض الكتاب، وتحديدا الجزء الأول في نشرة مدرسة الدراسات الشرقية والأفريقية. وقال انه يبدأ بالثناء كتاب يدعي «المؤلفين سعة الاطلاع استثنائية هذه الصناعة في كل مكان واضح، النثر فائر.» ولكن يقول:«... معظم إن لم يكن كل [مصادر] أو يمكن الطعن للاشتباه إينوثينتيسيتي» و «المواد على المناسبة مضلل ممثلة ... تحفظاتي هنا وفي أماكن أخرى في هذا الجزء الأول من الكتاب على ما أعتبره المؤلفين الافتراضات المنهجية التي المدير يجب أن المفردات من الدوافع يمكن أن يكون بحرية استقراء من منفصلة جمع الأدبية النمطية ألحان الغريبة وفي الغالب معادية المراقبين، عندئذ المستخدمة لوصف حتى تفسير وليس مجرد العلني السلوك ولكن أيضا الفكرية والروحية تطوير عاجز ومعظمهم من الأبرياء الفاعلة. حيث حتى عالم الاجتماع مخاوف من أن تخطو، مؤرخ لا يجب مع الإفلات من العقاب يسمح للذهاب.»
أوليغ غرابار وصف Hagarism بأنه «رائع، رائعة، الأصلي، متغطرس، جدا قابل للنقاش كتاب» ويكتب أن«المؤلفين سحر مع جواهري الصيغ أدت بهم إلى رخيصة البيانات أو البيانات التي تتطلب غير عادية الفكرية الجمباز لفهم التي تصبح عديمة الفائدة، في أفضل لطيف» و«البناء كله المقترحة من قبل المؤلفين تفتقر تماما في تاريخية حقا أسس» ولكن كما أشاد الكتاب على محاولة «ربط المسلمين ظاهرة واسعة نظريات التثاقف والتغيير التاريخي.» نورمان O. البني كتب Hagarism, «يوضح في ينذر طريقة السياسة الاستشراق»، نقلا عن غرابار، وأضاف أن «التقاليد الغربية من مؤدب التعالي قد تحولت إلى العدوانية، عديمي الضمير بل الافتراء».
مايكل G. Morony لاحظ أنه «على الرغم مفيدة المراجع، هذا هو قطعة رقيقة من Kulturgeschichte كامل من سطحي التعميمات، سطحي الافتراضات وممل المصطلحات. أكثر حجة من الأدلة، فإنه يعاني من كل المشاكل من التاريخ الفكري، بما في ذلك reification ومنطقية الفخاخ.»
فريد M. دونر الكتابة بعد 30 عاما من الكتاب قد كتب وعلق على الصحافة السلبية الكتاب تلقى في البداية.

## مزيد من القراءة
- كوستر Marije, "Hagarism" محمد في التاريخ والفكر والثقافة: موسوعة نبي الله (2 vols.), حرره جيم فيتزباتريك A. ووكر، سانتا باربارا، ABC-CLIO, 2014, المجلد الأول، صفحة. 236-239.

## وصلات خارجية
- Full text of Hagarism; The Making Of The Islamic World Crone, Cook